# Cheilanthes albofusca
Cheilanthes albofusca là một loài thực vật có mạch trong họ Adiantaceae. Loài này được Baker mô tả khoa học đầu tiên năm 1895.